# Čretvež
Čretvež je naselje v Občini Zreče. Ustanovljeno je bilo leta 1998 iz dela ozemlja naselja Bukovlje. Leta 2021 je imelo 47 prebivalcev.